# Radečki potok
Rádečki potok je desni pritok Pesnice pri Jurskem Vrhu v skrajnem severozahodnem delu Slovenskih goric. Izvira v gozdu pod zaselkom Šelovo (del naselja Veliki Boč) in teče po ozki grapi najprej proti severovzhodu, sprva po slovenskem ozemlju, nato po slovensko-avstrijski državni meji (nem. Radowitschbach), se obrne proti jugovzhodu in vrne na slovensko ozemlje. Kmalu zatem se potok obrne ponovno proti severovzhodu in teče po nekoliko širši dolini (Radečka graba) vse do izliva v Pesnico. Zgornji del doline ob meji je v gozdu in brez ceste, po spodnjem delu doline pelje cesta Zgornja Kungota–Gaj nad Mariborom–Brestrnica.
Potok teče v celotnem toku po naravni strugi, le v spodnjem delu je reguliran na krajšem odseku. V zgornjem toku teče skozi gozd, v spodnjem delu doline med travniki in njivami v dolinskem dnu, obdan z obvodnim drevjem in grmovjem.
Nekoč je bilo ob potoku nekaj manjših mlinov in žag,, med leti 1910–1920 je v mirnem okolju Radečke grabe deloval sanatorij Mirni dom, ki ga je zgradil domači zdravnik dr. Franc Čeh za zdravljenje živčnih bolnikov, nato je bil opuščen in po drugi svetovni vojni porušen.